# 小行星3213
小行星3213（3213 Smolensk）是一颗围绕太阳公转的小行星。1977年7月14日，尼古拉·切爾尼赫在克里米亚发现了此天体。
該小行星以俄羅斯的城市斯摩倫斯克命名。
这颗小行星的绝对星等为325.00252等。